# Chińskie Tajpej
Chińskie Tajpej (chiń. upr. 中华台北; chiń. trad. 中華臺北; pinyin Zhōnghuá Táiběi) – nazwa używana przez Republikę Chińską (Tajwan) w wielu organizacjach międzynarodowych z powodu zastrzeżeń zgłaszanych przez Chińską Republikę Ludową (ChRL). Zgodnie z nimi nazwa „Republika Chińska” niesie ze sobą niewłaściwe i mylące skojarzenia z Chińską Republiką Ludową oraz jest sprzeczna z polityką jednych Chin i z tego powodu jest nie do zaakceptowania w organizacjach międzynarodowych, w których występują oba te państwa.
Nazwa ta jest uważana za kontrowersyjną i często poniżającą przez Tajwańczyków, dla których reprezentuje ona wymuszony, ale równocześnie konieczny kompromis na arenie międzynarodowej.
Nazwa „Chińskie Tajpej” została m.in. przyjęta przez Międzynarodowy Komitet Olimpijski w 1979 roku i pod nią właśnie bierze udział w igrzyskach olimpijskich reprezentacja Tajwanu. W 2018 r. referendum na Tajwanie odrzuciło (45% do 55%) propozycję domagającą się przywrócenia dawnej nazwy; krytycy argumentowali, że jeśli Tajwan złoży wniosek o zmianę nazwy, może on zostać wykorzystany przez Chiny do całkowitego odsunięcia Tajwanu od uczestnictwa w igrzyskach.

Flaga olimpijska Chińskiego Tajpej
Flaga paralimpijska Chińskiego Tajpej
Flaga Chińskiego Tajpej używana podczas uniwersjady
Flaga Chińskiego Tajpej używana podczas igrzysk olimpijskich niesłyszących
Flaga siatkarska Chińskiego Tajpej